# 北京市百货大楼
北京市百货大楼，位于北京市东城区王府井大街255号，是北京王府井百货（集团）股份有限公司下属的门店，也是该公司的总部和发源地。

## 简介
1955年9月，北京市百货公司王府井百货商店在北京市王府井大街开张。这是中华人民共和国成立以后北京市兴建的首座大型百货商店，也是中华人民共和国首座由国家投资建设的大型百货商店，被誉为“新中国第一店”。1968年7月更名为北京市百货大楼。1970年，北京市百货大楼扩建附属业务楼以及仓库楼。1989年，北京市百货大楼添建玩具娱乐品商场，升为国家二级企业。1991年，成立北京百货大楼集团。1993年，开展股份制改造。1994年，北京王府井百货（集团）股份有限公司在上海证券交易所上市。1999年，北京市百货大楼添建北部商业楼。2000年，王府井百货与东安集团公司资产重组，成立北京王府井东安集团有限责任公司。2004年2月，北京市百货大楼内部升级改造，同年4月恢复营业。
张秉贵是北京市百货大楼的著名售货员，在此工作30多年，创造了“一团火精神”，温暖每一位顾客。张秉贵逝世后，北京市百货大楼前树立了张秉贵的雕像，后来还在北京市百货大楼内设立了“张秉贵柜台”（位于北区地下一层）、张秉贵纪念馆。
党和国家领导人周恩来、邓小平、江泽民、温家宝等人都曾亲临北京市百货大楼视察。
2012年，“王府井百货大楼早期建筑”被列为北京市东城区普查登记文物。

## 和平菓局
2019年8月12日，由王府井百货大楼北区地下二层原有的办公区和特卖区改造而成的京味场景沉浸式体验空间“和平菓局”开业，此后该区域的客流增量远超百货大楼其他楼层，甚至频繁出现周末限流的情形。2020年8月，和平菓局由左驭商业接管运营。

## 图集

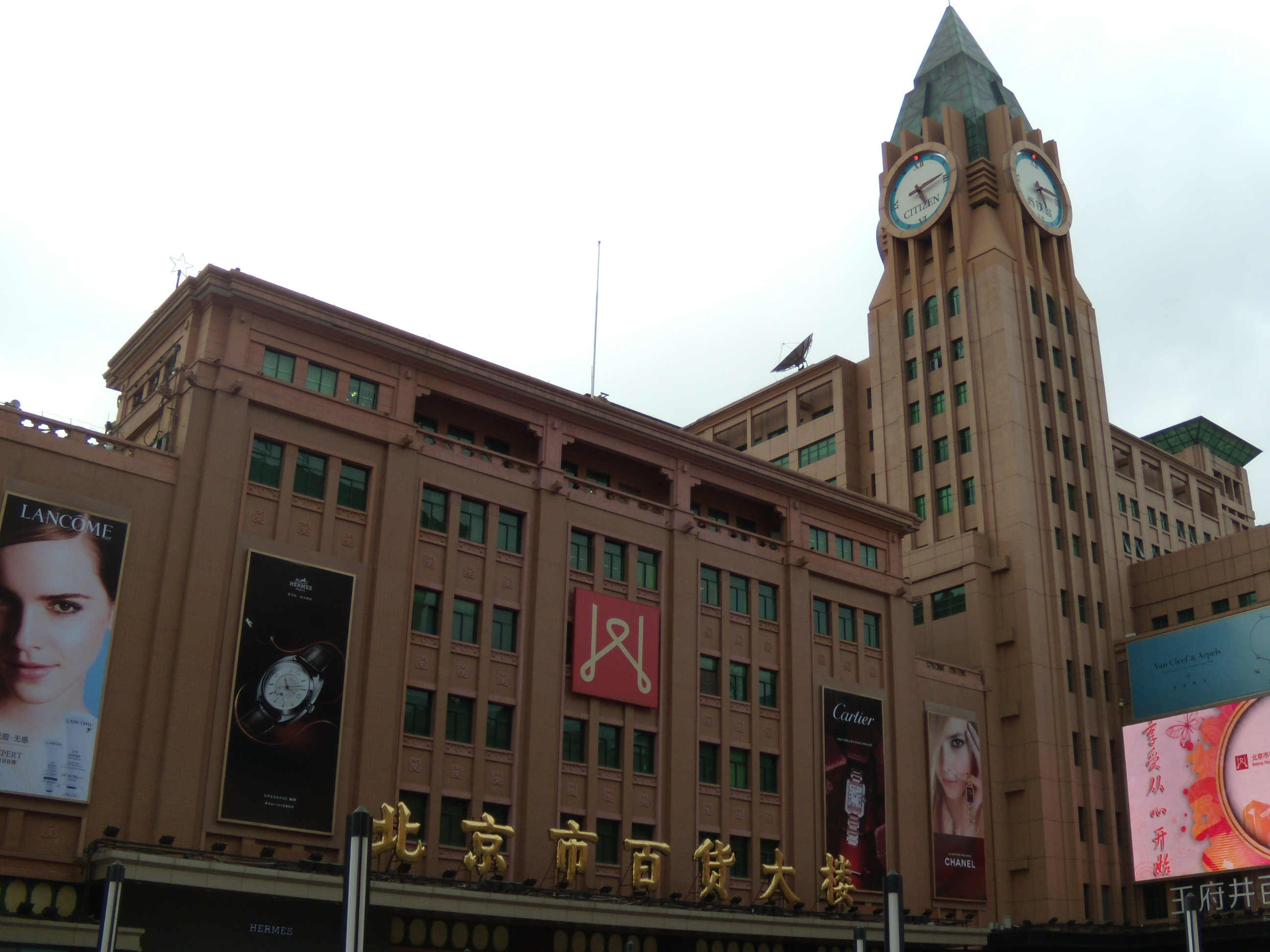
北京市百货大楼
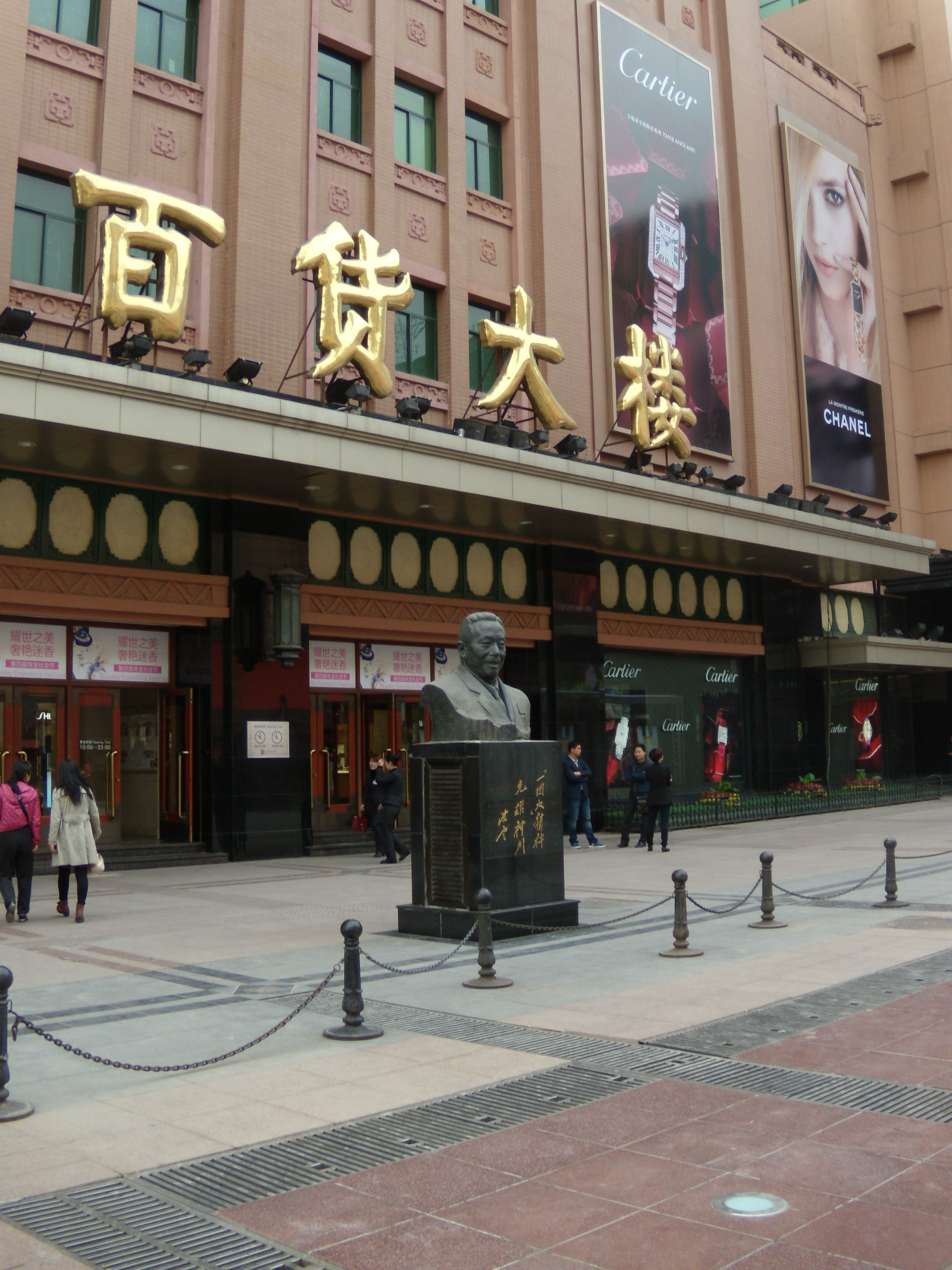
北京市百货大楼门前的张秉贵像
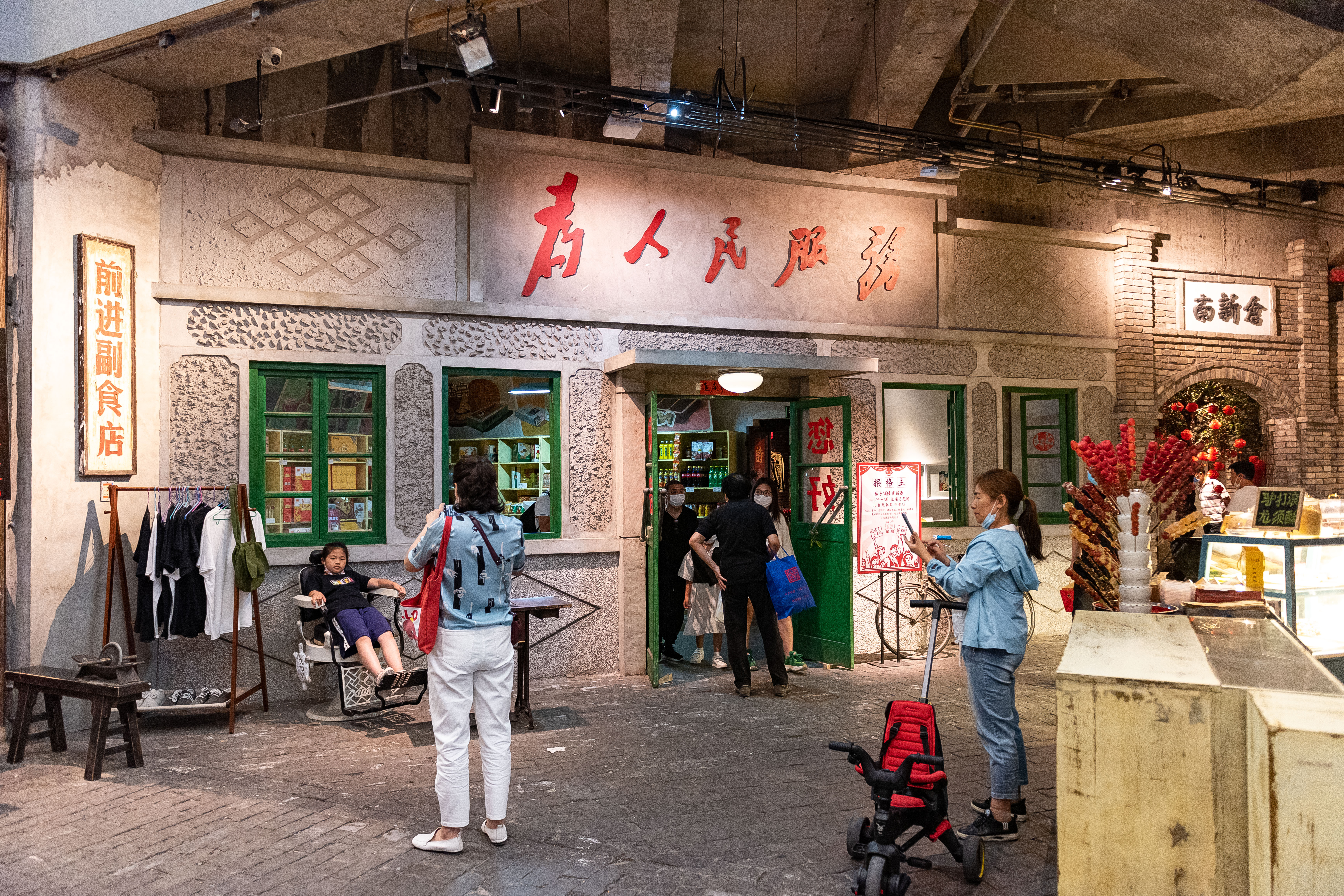
和平菓局内的前进副食店布景